# 小田原東映劇場
小田原東映劇場（おだわらとうえいげきじょう）は、かつて神奈川県小田原市にあった東映系列の映画館。

## 略歴
- 1956年（昭和31年）
  - 9月3日：鹿島建設の施工により建設開始[1]。
  - 12月29日：開業[2]。こけら落としは『任侠清水港』と『新諸国物語 七つの誓い』の2本立てで、そのうち『任侠 - 』主演の東千代之介が初日舞台挨拶で来館した[1]。
- 2000年（平成12年）3月31日：閉館

## データ
- 所在地：神奈川県小田原市本町2丁目7-5[3]（開館時の小田原市幸1丁目185[1]）
現在の「どらやき屋・菜の花」の位置[4]
- 観客定員数：900人（開館時[1]）